# Euphrosine orientalis
Euphrosine orientalis är en ringmaskart som beskrevs av Gustafson 1930. Euphrosine orientalis ingår i släktet Euphrosine och familjen Euphrosinidae. Inga underarter finns listade i Catalogue of Life.